# Primer golpe de Estado de José Miguel Carrera
La Revolución del 4 de septiembre de 1811, también conocida como Golpe del 4 de septiembre o simplemente como Primer golpe de Carrera, fue un movimiento militar ocurrido en Chile. Tuvo como objetivo principal cambiar la conformación del naciente Congreso Nacional, transformándolo en un Congreso más proclive a las ideas separatistas. El movimiento tuvo como líderes militares a los hermanos Carrera, destacando entre ellos José Miguel, quien se convirtió posteriormente en el personaje principal de la llamada Patria Vieja chilena (1810-1814). Por el lado político, los principales instigadores del movimiento golpista fueron la familia Larraín (también llamados Los Ochocientos u Otomanos) con fray Joaquín Larraín a la cabeza de ellos. 
La revolución del 4 de septiembre se impuso rápidamente ante el Congreso y tras ello Carrera, presentando un pliego de peticiones a nombre del pueblo de Santiago, obligó a los legisladores a acceder a la mayoría de las solicitudes, cuyo impacto principal residió en suspender de sus cargos a un grupo de hombres tenidos por proclives a las ideas realistas (llamados Sarracenos) o en su defecto moderados, y cambiarlos por hombres reconocidos por sus ideas patrióticas. Este fue el primero de los cuatro golpes de Estado que caracterizaron la vida política de Carrera, quien recurrió a esta fórmula también el 15 de noviembre y el 2 de diciembre del mismo año, y el 23 de julio de 1814. Además, este movimiento militar tuvo la peculiaridad de ser el primer golpe de Estado exitoso ocurrido en la historia de Chile.

## Antecedentes

### La llegada de Carrera a Chile

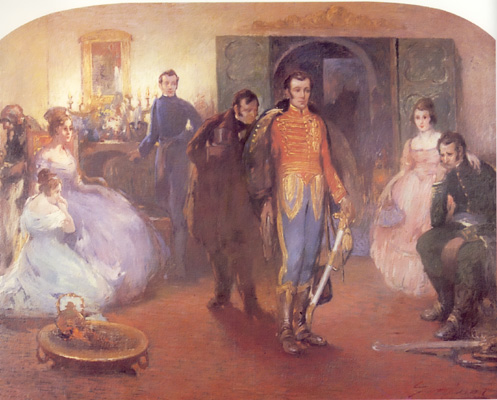
Los hermanos Carrera fueron quienes utilizando el poder militar que controlaban, dieron un impulso importante en aras de instalar las ideas independentistas en el seno del proceso de emancipación del Imperio Español.

El 17 de abril, tras haber luchado junto a las tropas del Rey de España en contra de los franceses, y al tanto del rumbo político que estaba tomando el Reino de Chile (su padre había sido vocal de la primera Junta de Gobierno), José Miguel Carrera se embarcó en el navío de guerra inglés Standard hacia su patria, llegando al puerto de Valparaíso el día 25 de julio. Fue recibido en Valparaíso por el gobernador Juan Mackenna, quien lo puso al tanto de los eventos que estaban ocurriendo en Santiago, y de inmediato se puso en marcha hacia la ciudad capital, llegando el día 26 en la noche.
Sin embargo, a su llegada a Santiago se encontró con la noticia de que para las próximas horas se estaba gestando un movimiento revolucionario, liderado por su hermano, Juan José Carrera:

Aquella noche, después de los abrazos de mi familia, me retiré a dormir en compañía de mi hermano don Juan José, quien de algún modo me impuso de la situación de mi país. Me dijo que llegaba en los momentos de una revolución que se efectuaría a las diez del día 28; era dirigida a quitar [a] algunos individuos del Congreso, el [al] Comandante de Artillería [Francisco Javier] Reina, y no recuerdo qué otras cosas. Los que dirigían la obra eran [Martínez de] Rozas y Larraines, unidos a [Antonio] Álvarez Jonte. Me pareció que el proyecto encerraba mucha ambición y determinaciones perjudiciales a la causa y a mis hermanos, que eran los ejecutores. Les supliqué que se retardase aquel plazo hasta mi vuelta de Valparaíso, adonde tenía precisión de volver para que Fleming viniese a conocer la capital. Me ofreció hacerlo así y lo cumplió, a pesar de que en la mañana se presentaron muchos de los convidados al efecto.

De esta forma, Carrera partió nuevamente a Valparaíso para reunirse con Charles Elphinstone Fleming, quien por entonces esperaba el pago de un tributo para paliar el esfuerzo bélico español. A su regreso a Santiago, el día 11 o 12 de agosto, Carrera comenzó a conocer los planes revolucionarios de la hasta entonces minoría patriota (o exaltados), quienes alentados por Antonio Álvarez Jonte, delegado de la Junta bonaerense ante la Junta chilena, buscaban en los hermanos Carrera a los gestores del movimiento militar. Sin embargo, en un primer momento, José Miguel Carrera, indicó a sus hermanos apartarse de las intenciones de los exaltados, y procuró ahondar en las motivaciones de los patriotas para realizar el movimiento, a lo cual respondieron:

Pregunté por qué y para qué se pretendía tan estrepitosa revolución; me dijeron: El Congreso y parte de las tropas están en poder de hombres ineptos y enemigos de la causa. Toda la parte sana del pueblo clama por remediar este mal y no se puede porque no hay libertad; es preciso acudir a la fuerza que mandan los buenos patriotas, que es la única esperanza que queda. Todos sacrificaremos nuestras vidas por salvar la patria.

#### Intentos por detener la revolución
Al conocer las intenciones, Carrera en un primer momento sugirió que se reuniera al pueblo junto a los Granaderos para que desde allí se solicitasen las medidas correspondientes, pero se indicó que el pueblo era demasiado tímido y no se juntaría. Entonces Carrera indicó que lo mejor sería que la parte sana del pueblo firmase las exigencias al Congreso y que él, al mando de los Granaderos, apoyaría el plan.
A pesar del compromiso de Carrera con los exaltados, este dudó bastante antes de echar a andar el golpe de Estado. Tal como él menciona en su Diario Militar, le pareció que debía tocar todos los medios posibles para evitar un paso perjudicial, y para ello se dirigió personalmente a hablar con el presidente del Congreso Nacional, Manuel Pérez de Cotapos, quien sin embargo no atendió a sus peticiones de acceder de modo pacífico a las demandas.  José Miguel Carrera advirtió a Pérez por su negativa:

Usted me ha comprometido; tema los resultados de tan imprudente paso.

### La labor del Congreso antes del 4 de septiembre

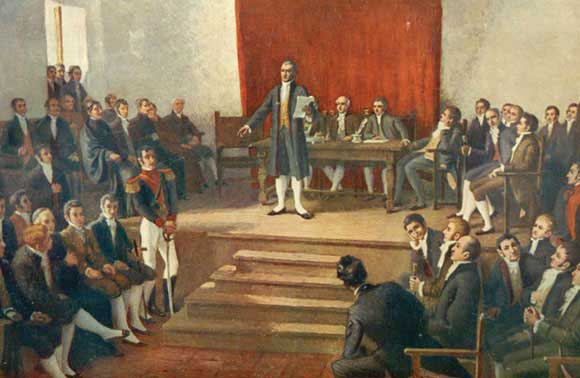
El Primer Congreso Nacional de Chile estuvo entrampado en un comienzo en las disputas existentes entre exaltados y sarracenos. Estos últimos, junto a los moderados, se oponían a romper con la metrópoli, aunque aceptaban aprobar algunos avances, como la libertad de comercio.

El Congreso Nacional, instaurado el 4 de julio de 1811, quedó conformado principalmente por parlamentarios o que eran adherentes a las ideas realistas, o que eran indiferentes ante las acciones que estaban ocurriendo. Esto conllevó a que los patriotas, liderados por Juan Martínez de Rozas, buscaran increpar continuamente a sus opositores políticos, siendo la primera y principal disputa la modificación de la intención original de elegir 6 diputados por Santiago, pasando a 12, favoreciendo las intenciones realistas, puesto que salvo la primera mayoría que la obtuvo el patriota Joaquín Echeverría Larraín, el resto de escaños se lo adjudicaron realistas y sobre todo indiferentes.

#### Triunfos y derrotas patriotas en el Congreso
Sin embargo, a pesar de encontrarse en minoría, el sector exaltado del Congreso trató de obstruir dentro de sus capacidades las propuestas de realistas y moderadas, pero sin obtener muchos créditos. Después de la fallida intentona militar que habían preparado los exaltados para el día 27 de julio, que no se llevó a cabo debido a la ausencia de Juan José Carrera con sus tropas quien siguió el consejo de su hermano, los patriotas enfocaron sus fuerzas en impedir la elección de una nueva mesa ejecutiva en el Congreso, pues sabían que nuevamente serían derrotados por la mayoría. 
Un gran triunfo fue el que consiguieron los patriotas al evitar el envío de fondos al capitán Fleming para despacharlos a España con el objetivo de sustentar la guerra que ese país enfrentaba contra el ejército napoleónico. Sin embargo una clara y contundente derrota fue la que recibieron cuando el Congreso rechazó la propuesta de Manuel de Salas de dividir el territorio y reorganizarlo dándole a Coquimbo el reconocimiento de Intendencia al igual que Santiago y Concepción, facilitando así una eventual representación de Rozas por la zona. Tras el rechazo del Congreso a la propuesta, y en vista de la imposibilidad de realizar medidas proclives a darle al Reino un rumbo más patriótico, el día 9 de agosto los 12 diputados exaltados se retiraron del Congreso arguyendo lo escandaloso que seguía siendo el aumento de 6 a 12 los diputados para representar a Santiago.

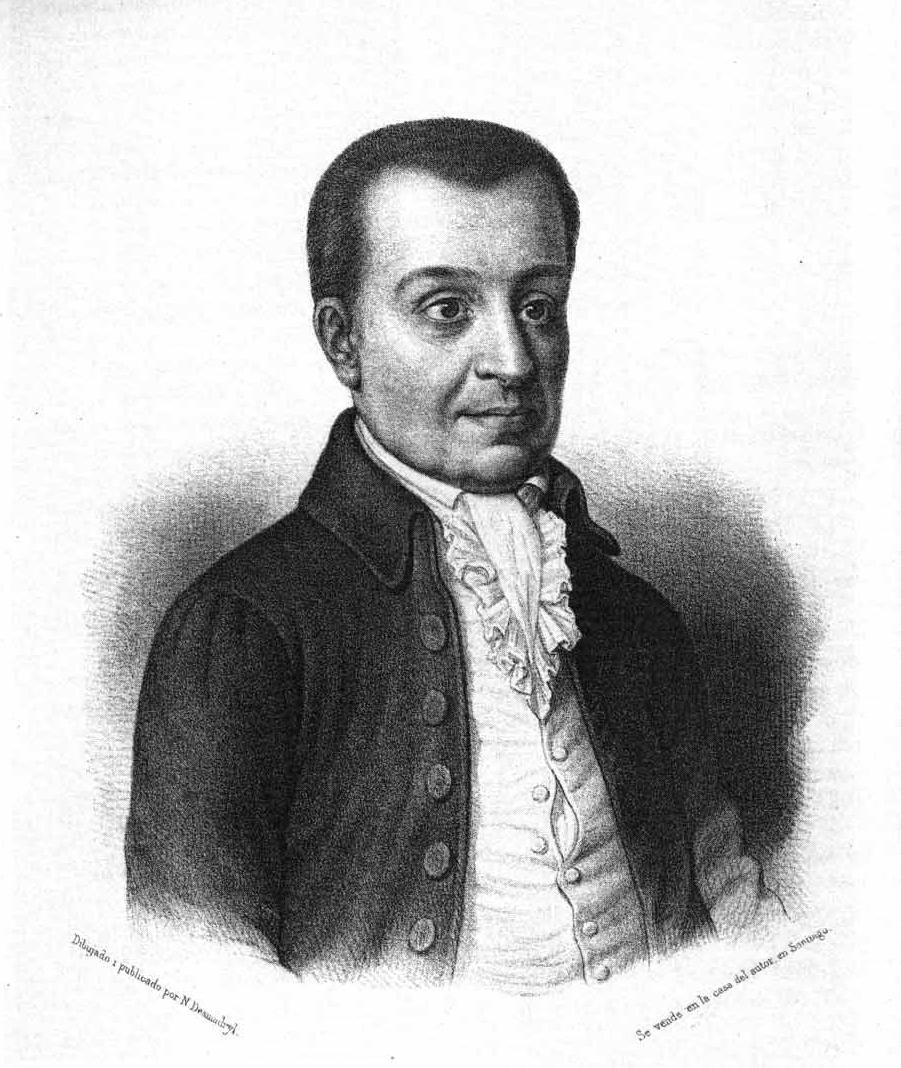
Juan Martínez de Rozas fue durante mucho tiempo el líder de la facción exaltada. Sin embargo, el continuo desgaste de su figura y la incapacidad de torcerle la mano a la mayoría realista y moderada, lo hicieron desistir de continuar la lucha política en Santiago y por ello viajó a Concepción.

#### El hundimiento de Rozas y su marcha al sur
No son pocos los autores que interpretan la escena política chilena de fines de 1810 e inicios de 1811 como una lucha entre rocistas y antirrocistas en lugar de seguir la interpretación tradicional que habla de una lucha entre exaltados o radicales contra realistas o conservadores. Se postula a Martínez de Rozas como el líder de una facción deseosa de un gobierno fuerte, y que en gran parte, se unirá al posterior gobierno de O´Higgins. Contrarios a ellos se encontraban quienes posteriormente serían liberales y radicales, partidarios de una mayor participación popular y de limitar las atribuciones gubernamentales.
Sin embargo, Rozas era un hombre no muy querido por la aristocracia santiaguina y cuestionaba una serie de acciones que este había realizado a lo largo del último año, como lo era el escándalo del Scorpion, su estrecha alianza con Álvarez Jonte y su presumible responsabilidad en el motín de Figueroa. Sin embargo, en las elecciones para la conformación del Congreso nacional el bando rocista fue vencido en la crucial elección efectuada en Santiago, en donde la victoria fue aún más contundente debido al aumento de representantes que sufrió la ciudad de Santiago, pasando de 6 a 12 miembros. Esto motivó las reiteradas quejas de la facción más proclive a las ideas independentistas, facción liderada ya por los Larraínes u Ochocientos, quienes habían desplazado al derrotado Martínez de Rozas en el control de la oposición a los antirrocistas. 
Aún más en desgracia cayó Martínez de Rozas después de su fallido intento de recurrir a la realización de un complot militar para imponer sus ideas, pero el día 27 de julio no se habían juntado más que algunos individuos y no se habían presentado ni Juan José Carrera ni sus Granaderos. Al ver todas las puertas cerradas, los diputados más radicales y rocistas se retiraron de la asamblea legislativa el día 9 de agosto. Con el cambio en el transcurso de la revolución, Martínez de Rozas viajó al sur para llevar a cabo un movimiento revolucionario en Concepción, que se efectuaría el día 5 de septiembre, sin conocer los acontecimientos que ya el día 4 se habían realizado en la ciudad de Santiago, y que eran liderados por los hermanos Carrera.

## El golpe militar

### La toma del cuartel de artillería
El miércoles 4 de septiembre, siendo un poco antes del mediodía, José Miguel Carrera llegaba a la plazuela de la Moneda (actual Plaza de la Constitución). Allí había llegado montando un caballo y ataviado con sus vestiduras de sargento mayor del regimiento de Húsares de Galicia, se dispuso a llevar a cabo un elaborado plan que había diseñado junto a sus hermanos y sus arengadores. Sin embargo, nada de lo diseñado había salido según lo habían planificado.  Según el relato de fray Melchor Martínez, todo habría comenzado antes, a las 6 de la mañana:

El día 4, desde las 6 de la mañana, fueron entrando setenta Granaderos a la desfilada y con disfraz en la casa de Carrera, en la que se dispuso un abundante almuerzo y mucha bebida, después de cuya diligencia se les descubrió el objeto de su reunión, ofreciéndoles grandes premios si forzaban y se apoderaban del parque de Artillería; enardeciéndolos con la falsa especie de que ese cuerpo, unido con las cuatro compañías acuarteladas del Regimiento del Rey, tenían dispuesto asaltar el cuartel de Granaderos y pasarlos todos a cuchillo.

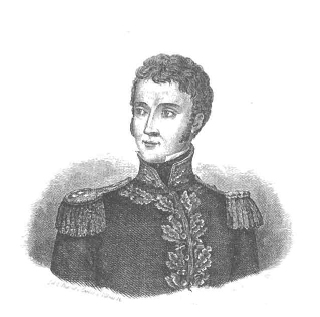
Juan José Carrera era quien tenía a cargo la acción de los setenta granaderos. Producto de un disparo suyo ocurrió la única muerte de toda la revolución.

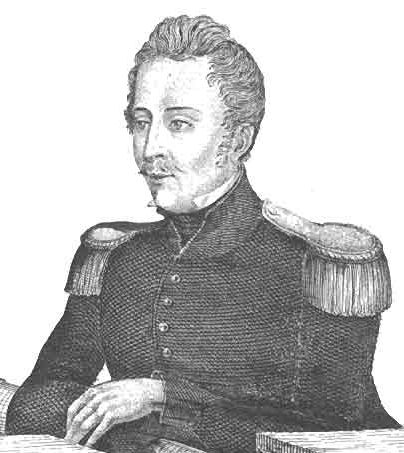
Luis Carrera, capitán de artillería, fue el encargado de encerrar en su cuarto al oficial de guardia del cuartel para así asegurar junto a otros oficiales que los guardias no tomaran posesión de sus armas.

Sin embargo, al ser cerca del mediodía, José Miguel Carrera llegó junto a sus hermanos a los exteriores del cuartel de artillería con su impecable y lujosa vestimenta, montando su caballo, por lo que llamó la atención de todos los centinelas que realizaban la guardia. Los guardias se fueron reuniendo en el sector poniente de la plazuela para presenciar las hábiles peripecias que realizaba Carrera con su caballo, descuidando de esa forma el cuartel. En ese momento, los hermanos Carrera, quienes habían entablado jocosa conversación con el oficial a cargo y el resto de la guardia del cuartel, le solicitaron al oficial de la guardia les diese un papelito de recomendación para remitir unos caballos a la quinta de un hermano suyo. Si bien el oficial se disculpaba diciendo que no tenía tintero, los Carrera suplicaron tanto al oficial que les escribiera la esquela, que este accedió a ir a escribirla a un cuarto cercano. Momentos después que entró el oficial a la pieza, el capitán de artillería Luis Carrera, cerró con llave la pieza para dejar al oficial encerrado y junto a otros oficiales se puso delante del armamento del retén con su espada desenvainada para evitar que cualquier soldado tomara su fusil.
Fue en ese momento cuando dieron las doce del día, y, tal como se había planificado, setenta hombres del batallón de granaderos salieron de su escondite en la casa de Ignacio de la Carrera, que estaba justamente detrás del cuartel de artillería. Paralelamente, el sargento de artillería Ramón Picarte, quien era parte de la conspiración y hacía las veces de espía dentro cuartel, le quitó de improvisto su arma al centinela que estaba en la puerta del cuartel. Al notar lo que estaba ocurriendo, el sargento de guardia, Juan González dio el grito de ¡Traición! o ¡Esta es traición!, sin alcanzar a hacer nada más debido a que en el acto Juan José Carrera lo mató de un disparo. Ante la indefensión de la guardia y la rápida maniobra de los Carrera, el cuartel de artillería fue tomado y con el pasar de los minutos se fueron reuniendo allí piquetes de granaderos quienes se formaron bajo las órdenes de los Carrera y los oficiales que habían dirigido las acciones. Inmediatamente José Miguel Carrera despachó a Juan J. Zorrilla con 12 hombres para detener al comandante Reina, y evitar así que la revolución se viera entorpecida.

## El golpe político

### Las solicitudes al Congreso
Una vez que se hubo consumado el golpe militar con la toma del cuartel de artillería, José Miguel Carrera organizó a sus artilleros y granaderos en una fila más cuatro cañones que tomó del cuartel y se puso en marcha a la plaza mayor (actual Plaza de Armas). Durante la mañana el Congreso había sesionado habitualmente e ignoraban de los movimientos que hace instantes habían ocurrido en La Moneda. Sin embargo, rápidamente se escucharon en la plaza los gritos de ¡Revolución!, ¡Revolución!, y los oficiales de granaderos que hacían de guardias en las puertas del Congreso, coludidos con los Carrera, cumplieron la misión que con anterioridad habían recibido: cerrar las puertas del Congreso para que no saliese ningún legislador de la sala.

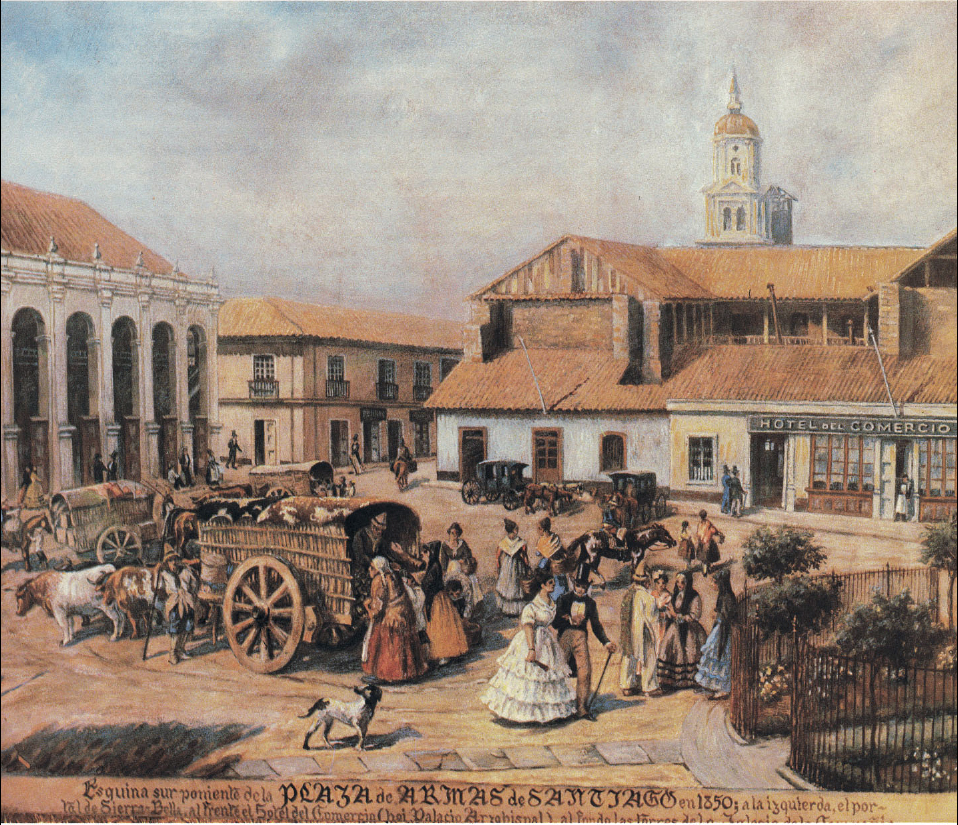
Fue en la Plaza de Armas de Santiago donde el pueblo se congregó para aceptar las propuestas que Carrera entregó al Congreso. Según el cronista Manuel Antonio Talavera, la turba de facciosos no consistía en más de 30 personas.

En aquellos momentos llegaba la tropa de José Miguel Carrera, la cual no enfrentaba ningún tipo de resistencia. Incluso las milicias encargadas de proteger a los congresistas depusieron las armas al ver a los sublevados con sus piezas de artillería, por lo que fueron enviados a sus casas por los insurrectos. Ante la expectación de los congresistas y de la gente que se comenzaba a acumular en la plaza, que según el cronista Manuel Antonio Talavera eran una turba de entre 25 a 30 facciosos (no la que le habían asegurado los Larraínes a Carrera), José Miguel Carrera apeó de su caballo y entró al plenario del Congreso. Exigió que los congresistas escucharan al pueblo, pero el presidente de la corporación le pidió que lo acompañara para escuchar las peticiones, sin dejar de haber curiosas anécdotas, como las que expresa Carrera en su Diario:

Cuando me presenté en la sala del Congreso después de acceder a la intimación, me suplicaron (particularmente el Presidente don Juan Zerdán) que me mantuviese en su compañía para evitar insultos y para que me entendiese con el pueblo; accedí. Al poco rato dijeron algunos de los diputados, a quienes apuraba la gana de comer: “Oigamos de una vez lo que quiere el pueblo. Don José Miguel Carrera puede exigir que hagan por escrito sus peticiones para evitar confusión”.

Cuando salió Carrera nuevamente a la plaza, comunicó a los congregados la intención del Congreso de escuchar sus peticiones. En el acto llegaron Fray Joaquín Larraín, Carlos Correa, Francisco Ramírez y parte de los diputados exaltados que se habían retirado el 9 de agosto, quienes le entregaron a Carrera un papel que contenía las peticiones del pueblo, en donde se encontraban las peticiones que los Larraínes habían prediseñado. Cuando Carrera sondeó las peticiones con las opiniones de los congregados, ocurrió que para algunos infelices para quienes todo era igual, a cada una de las peticiones daban vivas.  Las peticiones que luego, de vuelta en el Congreso, Carrera va a imponer, son las siguientes:

1. Que el número de Diputados de Santiago, quedase reducido a siete, y el de la provincia [de Concepción] que tuviese más a dos, quedando el resto de provincias con un representante.
2. Que se separasen los diputados de Santiago, Infante, Portales, Ovalle, Díaz Muñoz, Chaparro, Tocornal y Goycolea; y para completar los siete que debían quedar a Larraín y Correa.
3. Que se separase al diputado de Osorno, Fernández.
4. Que se quitasen los actuales Vocales del Poder Ejecutivo, y se nombrasen cinco, que fueron Encalada, Rosales, Rozas (y por su ausencia Benavente), Mackenna y Marín, Secretarios Vial y Argomedo.
5. Que ningún fraile pueda ser diputado, ni sean electos, o admitidos a este empleo, sujetos que no sean de probada adhesión al sistema.
6. Que se separen de sus empleos al Agente Fiscal Sánchez, y al Procurador de ciudad Rodríguez; los Regidores Cruz y Mata, y el Escribano de Gobierno Bórquez.
7. Serán confinados don Manuel Fernández a Combarbalá, don Domingo Díaz Muñoz y don Juan Antonio Ovalle a sus haciendas, por seis años; y si se les comprende alguna trama o infracción, serán pasados por las armas como traidores al Rey y a la patria. Don Antonio Mata a su chacra y don Juan Manuel Cruz a Tucapel, Infante a Melipilla.
8. Que se nombrase Brigadier a don Ignacio Carrera.
9. Que formase el Cuerpo de Patriotas de que se había tratado en la primera junta.
10. Que se nombrase Gobernador de Valparaíso a don Francisco Lastra en la vacante de don Juan Mackenna, que era removido para Vocal de la junta.

### La retirada de Carrera y el debate parlamentario

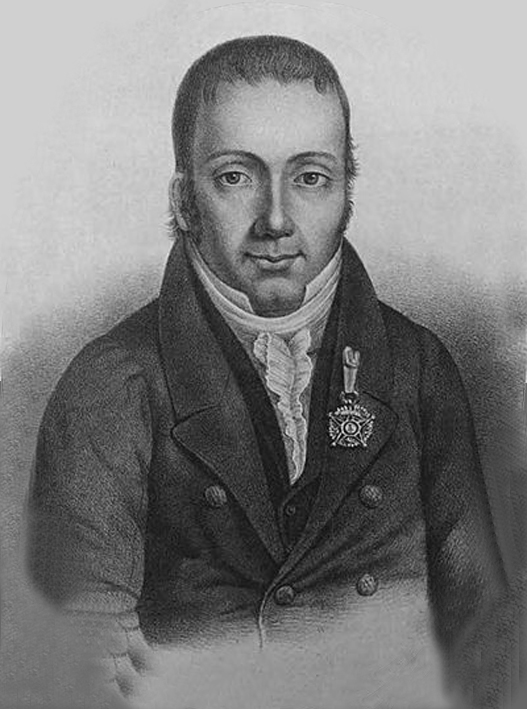
Juan Egaña vio que el movimiento utilizaba la figura del pueblo sólo como una excusa para alcanzar el poder.

La presentación de las peticiones al Congreso de inmediato generó discordias en la colegiatura, pues no pocos se dieron cuenta del embrollo político que esto conllevaba, además de lo complejo que resultaba ser para un parlamento realista y moderado aceptar propuestas tan radicales. Algunos, como Juan Egaña, vieron que los insurgentes utilizaban al pueblo como excusa para llevar a cabo su movimiento, otros sostuvieron que sólo el Congreso tenía la representatividad del pueblo y trataron de hacer valer sus fueros. Pero Martínez explica cómo los congresistas pasaron de la defensa de sus derechos al miedo por sus vidas: 

Leído el escrito popular se vio que contenía 13 artículos o peticiones de difícil ejecución, en tanta angustia de tiempo y se suscitaron varios pareceres y opiniones, lo que observado por los sediciosos desde la antesala, entraron segunda vez con el ex mercedario Larraín, don Carlos Correa, don Gregorio Argomedo, y el comisionado Carrera, y con imperiosas voces intimaron al Congreso que omitiera discusiones y dudas en lo que solicitaba el pueblo, y que prontamente lo sancionara al pie de la letra, en la inteligencia que no se les permitía libertad de salir de la sala sin el completo otorgamiento de todo lo pedido.

La presión ejercida por el batallón de granaderos que se acercó al salón del Congreso cuando este comenzó a protestar generó inmediato temor, que fue mitigado por las certezas acerca de su seguridad que Carrera le hacía al Congreso con tal de la aceptación de las propuestas. Momentos después, cansado Carrera de hacer de intérprete entre Cerdán y el pueblo, se retiró de la sala dejando en ella a Larraín y Correa, quienes siguieron con la tarea de hacer concretas las peticiones. Ya a las tres de la tarde, se anunciaba a los congregados en la plaza la creación de una Junta ejecutiva conformada por Juan Enrique Rosales, Juan Martínez de Rozas, Martín Calvo Encalada, Juan Mackenna y Gaspar Marín. Sin embargo, las discusiones de las propuestas se habrían extendido hasta las 11 de la noche, poniendo fin a todo un día de acciones imprevistas y situaciones que habrían de cambiar el hasta entonces poco decidido rumbo de la revolución independentista.

## La revolución de Rozas en Concepción

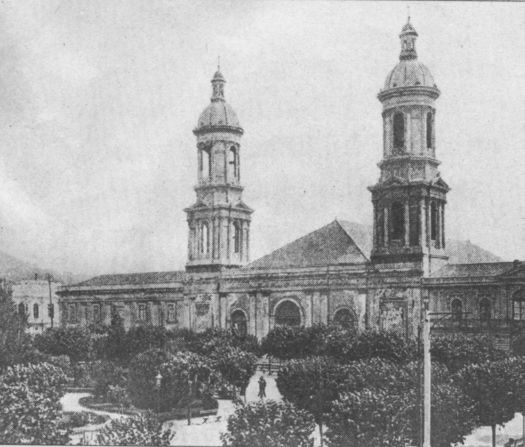
Martínez de Rozas marchó hasta Concepción para promover sus ideas exaltadas. En esta ciudad su discurso tendrá gran aceptación y el día 5 de septiembre se llevaría a cabo un Cabildo Abierto rechazando a los doce diputados por Santiago.

Rozas, quien se había marchado de Santiago el 13 de agosto al ver que la supremacía de los diputados moderados y realistas era infranqueable, llegó a Concepción la noche del día 25, siendo recibido de gran manera por sus amigos. Rápidamente puso en marcha su plan de difundir las injusticias del Congreso con el nombramiento de los doce diputados por Santiago y subrayó en la mera observancia de los diputados por Concepción. Al dar Rozas la noticia del retiro estrepitoso de los doce diputados exaltados, fray Antonio Orihuela denunció las intenciones de la aristocracia santiaguina de mantener en la servidumbre al pueblo, y sus palabras calaron hondo entre los patriotas de Concepción quienes solicitaron al Gobernador llamar a un Cabildo abierto, el cual se efectuó el día 5 de septiembre, sin tener conocimiento de los hechos que habían ocurrido el día anterior en Santiago. En este Cabildo se les quitaron los poderes a los representantes de Concepción por haber permitido el ingreso de los doce diputados de Santiago, y se eligieron nuevos representantes, entre ellos, al mismo padre Orihuela, ferviente patriota.
Además, Concepción hizo el llamado a los partidos vecinos de la provincia para que no reconocieran a Santiago y se sumaran a su justa causa, junto con promover juntas locales que revisaran las conductas de sus diputados. Así, en algunos casos, como en Los Ángeles, en lugar de deponer a su representante, el pueblo elogió y reeligió al diputado patriota Bernardo O'Higgins como su representante.
El día 16 de septiembre se conoció la noticia de esta junta en Santiago, despertando el temor de un rompimiento al interior del país. Sin embargo, cuando se conocieron las razones de la revolución sureña, inmediatamente se supo que ambos movimientos, el de Santiago y Concepción, estaban inspirados en las mismas intenciones, por lo que los temores desaparecieron y se recibió a los diputados de Concepción, siendo fray Antonio Orihuela el encargado de hacer las paces con el nuevo Congreso. De esta forma el movimiento patriota, instintiva y paralelamente, había logrado dar dos golpes feroces a la entonces mantención del statu quo que predominaba en el Congreso. Melchor Martínez da cuenta del sentimiento que se apoderó entre los realistas tras conocer más concretamente las noticias sobre Concepción y notar así el triunfo absoluto de la causa patriótica:

La sencilla lectura del antecedente escrito demuestra bien patente los fines y medios de todo el espíritu novador que animaba a los facciosos quitando el velo hipócrita de adhesión a Fernando Séptimo y otros disfraces, con que cubren necia y pérfidamente sus proyectos y papeles de oficio.

## Balance del movimiento revolucionario

### La irrupción de un nuevo actor: el caudillo
Se puede establecer que la gran particularidad de la Revolución del 4 de septiembre va a tener en el escenario político de la joven república va a ser la irrupción de un nuevo actor en el movimiento independentista: el caudillo sustentado en el apoyo militar. Independiente de los grandes avances que tuvo la nación durante el gobierno de Carrera, desde el 4 de septiembre la presidencia de las bayonetas se va a constituir en el nuevo mecanismo de poder dentro de la república, convirtiendo al resto de organismos políticos en meros títeres de las intenciones de Carrera. Esta visión de la primacía de la fuerza militar por sobre la política se puede advertir en las siguientes palabras de José Miguel Carrera:

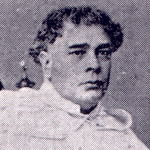
Fray Joaquín Larraín fue quien en realidad realizó toda la conspiración en contra del Congreso, y para ello utilizó a José Miguel Carrera. Tiempo después ambos personajes se enemistaron y Carrera envió al exilio a fray Joaquín Larraín.

Me convidó Fray Joaquín a un paseo en compañía de [Juan Enrique] Rosales, Ramírez, Izquierdo y Pérez. En el camino, después de algunas botellas de ponche, dijo Fray Joaquín: “Todas las presidencias las tenemos en casa: yo, Presidente del Congreso; mi cuñado, del Ejecutivo; mi sobrino, de la Audiencia, ¿qué más podemos desear?”. Me incomodó su orgullo, y quise imprudentemente responderle preguntándole quién tenía la presidencia de las bayonetas. Hizo en él tanta fuerza esta chanza, que se demudó y en aquella noche ya se criticó en la familia mi atrevimiento, dictando muchos de ellos las medidas de precaución que debían tomarse con los Carreras, particularmente conmigo.

### La primacía de laCasa Otomana
Otro resultado derivado de este movimiento será la primacía que tendrá el clan Larraín en la nueva configuración del panorama político tras la revolución del día 4 de septiembre. Pues como reconoce el mismo Carrera, fueron ellos quienes llevaron a cabo todo el trasfondo de la asonada militar y quienes sacaron y pusieron gente en el Congreso gracias a la intervención de los Carrera, en parte debido a su mayor manejo político, en parte por la falta de un conocimiento pormenorizado de las redes políticas que operaban en el país. Va a ser precisamente la primacía de la Casa Otomana la que indigne a José Miguel Carrera en la medida que pase el tiempo, puesto que notará cuales eran las verdaderas intenciones de los Larraínes, junto con sus propias ambiciones de poder. Pero a pesar de los continuos desaires que Los Ochocientos le hagan a Carrera, finalmente la fórmula de la utilización de la fuerza militar ya había sido probada, lo cual impulsará a Carrera a desprenderse de los Larraín y a la primera excusa que halló realizó un nuevo golpe de Estado para ponerse ahora él junto a sus hermanos, y no dejar a los Otomanos a la cabeza del gobierno. Las rencillas generadas entre los Carrera y los Larraínes llegó a tal extremo que tiempo después fray Joaquín Larraín fue desterrado a Petorca por Carrera, y este en su diario no esconde su mala visión sobre el padre Larraín.